# Jurmo, Brändö
Jurmo är en ö och by i norra delen av Brändö kommun på Åland. Jurmo har 44 invånare (2020). Jurmo är Brändös nordligaste by och hela Ålands nordostligaste. Jurmo är i söder förbundet med Åva genom en cirka 2 kilometer lång färjeline som drivs av Ålandstrafiken.

## Beskrivning
Öns area är 5 kvadratkilometer och dess största längd är 3,6 kilometer i öst-västlig riktning.

## Etymologi
Jurmo är ett finskt namn, slutledet 'maa' (land) syftar på en större ö. Förleden är möjligen personsyftande, kanske en kortform av 'Juri' (av Georgius).

## Befolkningsutveckling
| Befolkningsutvecklingen i Jurmo 2000–2020 | Befolkningsutvecklingen i Jurmo 2000–2020 | Befolkningsutvecklingen i Jurmo 2000–2020 | Befolkningsutvecklingen i Jurmo 2000–2020 | Befolkningsutvecklingen i Jurmo 2000–2020 |
| ----------------------------------------- | ----------------------------------------- | ----------------------------------------- | ----------------------------------------- | ----------------------------------------- |
|                                           |                                           |                                           |                                           |                                           |
| År                                        |                                           |                                           | Folkmängd                                 |                                           |
| 2000                                      | 2000                                      |                                           | 51                                        |                                           |
| 2005                                      | 2005                                      |                                           | 50                                        |                                           |
| 2010                                      | 2010                                      |                                           | 49                                        |                                           |
| 2015                                      | 2015                                      |                                           | 44                                        |                                           |
| 2020                                      | 2020                                      |                                           | 44                                        |                                           |